# ライブチャット
ライブチャットとは、パソコンとWebカメラを使用し、遠隔地にいる対象者同士がインターネットを通して、互いの、もしくは一方からの映像を見ながらチャットを行うビデオチャットのこと。日本においては、男女をメインにしたコミュニケーションを主たる目的としたチャットサービスのことを指す場合が多い。

## 概要
世界においては、ライブチャットというサービスは、ビデオチャットとほぼ同義である。しかし、日本においてはライブチャットと言う場合には、男女でのコミュニケーションのためのビデオチャット系サービスを指すことが多い。
ライブチャットに出演する女性は「チャットレディ」と呼ばれ、チャットレディをまとめる事業者「ライブチャットプロダクション」に所属するケースが多い。
ライブチャットプロダクションの多くは必要な機材を整えたチャット用の個室(チャットルーム、チャットブース)を備えた店舗を用意して女性に提供している他、自宅でライブチャットを行う女性のサポートなども手がけている。大手のライブチャットプロダクションとして、ブライトグループなどがある。
ライブチャットは「出会い系サイト」と思われがちだが、多くの運営会社では「異性と直接リアルで会う約束」をしたり「携帯やメールで連絡すること」は厳格に禁止しており、名目上は「出会い系サービス」には該当しない。なにかしら異性との出会いやコミュニケーションを求めて参加するユーザーが過半数ではあるが、暇つぶしや話し相手・相談相手を求めて参加するユーザーも少なくない。
また、ノンアダルトのライブチャットの場合は風俗業でもないため、必ずしも如何わしいサービスとは限らない。ただしアダルト系ライブチャットの場合には風俗業に該当するため、事業者は「風営法の届け出」をして営業許可を取る必要がある。
2019～2021年にかけて猛威を振るった「新型コロナウイルス」の流行に伴い、男女共に自宅にこもる事が多くなったユーザーが増えたことから、ライブチャット業界は市場規模を2倍近く拡大したという。

## 歴史
もともと、異性・同姓問わず、テキストで見知らぬユーザーとのチャットを楽しむ行為は、パソコン通信の時代から存在していた。1990年代後半に入ってインターネットが普及したことで、テキストチャットでの会話を楽しむサービスなどが一般に提供されていた。
その後、ネット回線の高速化とWebカメラの一般化に伴い、2002年頃から広まったライブチャットは、映像を見ながら音声またはテキストにてチャットが可能となった。「ライブチャット」の名称は、この頃からと思われる。現在ではPCだけでなく、スマートフォンから利用出来るサービスも多く存在する。
出演している女性は当初は日本人だけであったが、世界中と通信できるというインターネットの利点を活かして、現在ではアジア諸国を中心に世界各地の女性がチャットレディとして出演している。

## ジャンル
ライブチャットのジャンルは大きく分けて、アダルト系と人妻系・ノンアダルト系に分類されるが、2020年4月に株式会社デジタルコマースが運営する日本のアダルトECサイト FANZA（ファンザ）が、新たなジャンルとしてバーチャルライブチャットの（β）のサービスを開始している。例えアダルト以外でも、トラブルに繋がる危険性を考慮して基本的に18歳未満の参加を認めていないケースが多い。
アダルト系
脱衣などの性的な映像配信が主であり、下着姿やバストを出したりして、性的な会話を楽しむことが主となる。
人妻系
アダルト系同様に脱衣などの性的な映像配信が主であるが、人妻系というカテゴリーで括られている為、人妻または30代以上の女性で構成されている。また50代以上の熟女と呼ばれる年代の女性も出演している。
ノンアダルト系
トークによるコミュニケーションが主となる。世間話や恋愛話をしたり、中には人生相談に乗ったりして固定客をガッチリ掴むチャットレディーもいたりと、その内容は幅広い。アダルト系で脱衣するのが抵抗のあるチャットレディは、水着姿・コスプレ姿をする女性も少なくない。
バーチャル系
2次元キャラクターとのコミュニケーションになるが、サービス内容はアダルトが主となる。
アイドル系
アイドル系・モデル系などのライブチャットも存在する。売り出し中のアイドル・モデルなどが出演して、ファンとの会話を楽しむものである。
占い系
WEBカメラを利用して、占い師がお客の相談に乗ったり、占いをしたりするサイトも数多く存在する。
覗き部屋
上記のような会話を楽しむライブチャットとは異なるが、女性のプライベートを覗くことを目的とした覗き部屋サイトも、一部の男性ユーザーに愛好されている。基本的にはアダルト系であり、女性の部屋に4～10個くらいのWEBカメラを設置して、普段のプライベートや着替え、シャワー、トイレ、オナニーなどを覗くことを疑似体験するものである。
女性の自宅に、実際にWEBカメラを設置して生活しているところを配信するサービスもあり、その場合にはプライベートやプライバシーをさらけ出すため、女性への報酬をかなり高額となる。

## 仕事内容
2ショットチャット
ライブチャットでは基本的に、男女ペアの「2ショット」でチャットを行う。基本的には、水商売における「キャバクラ」に近い会話を楽しむのが主である。
パーティーチャット
複数人数で「パーティーチャット」を行うこともできる。パーティーチャットの場合には、人数に応じて報酬が得られるため高額な収入が得られる。

## 主な事業者
- DMM
- 株式会社リアズ
- 株式会社エムライブ
- dxlive